# Стеричний ізотопний ефект
Стеричний ізотопний ефект (рос. стерический изотопный эффект, англ. steric isotope effect) — вторинний ізотопний ефект, пов'язаний з різницею амплітуд коливання в ізотопологах. Наприклад, як середні, так і середньоквадратичні амплітуди зв'язку С–Н є більшими, ніж у C–D, отже, вплив більшого ефективного об'єму молекул зі зв'язками С– D на константи швидкості чи рівноваги реакцій можна представити як стеричний ефект.